# 徳江佐和子
徳江 佐和子（とくえ さわこ、1971年 - ）は、日本の文化人類学の研究者。東京大学大学院総合文化研究科博士課程。（早稲田大学第一文学部卒）
専門は文化人類学、アンデス先史学。現在埼玉大学非常勤講師、明治学院大学の非常勤講師を務め、
とくにモチェ文化の研究で知られる。

## 著書

### 共著
- 『ラテンアメリカ』 坂井正人 ・鈴木紀 ・松本栄次編　松本栄次，鈴木紀，萩原八郎，古手川博一，村上達也，青山和夫，井上幸孝，長谷川悦夫，立岩礼子，岡田敦美，木下雅夫，山本昭代，禪野美帆，渡辺暁，柴田修子，尾尻希和，久松佳彰，受田宏之，平田和重，大村香苗，本谷裕子，小松万姫，荒井芳廣，岩村健二郎，柴田佳子，石塚道子，芝田幸一郎，佐藤吉文，土井正樹，坂井正人，丸山浩明，池永啓介，野口洋美，藤掛洋子，石橋純，佐々木直美，坂野鉄也，吉江貴文，細谷広美，長野太郎，子安昭子，千葉泉，大平秀一，山崎由理との共著、朝倉書店、2007年
- 第四部第二章「モチェ王権論の検討」『古代王権の誕生-II-』所収（角田文衛，上田正昭，石澤良昭，新田栄治，深見純生，伊東利勝，山崎元一，上杉彰紀，田辺明生，大井邦明，大越翼，関雄二，坂井正人との共著）角川書店、2003年

### 翻訳
- 中村誠一監修--サイモン・マーティン（Simon Martin)／ニコライ・グルーベ(Nikolai Grube)著 『古代マヤ王歴代誌』、（長谷川悦夫・野口雅樹共訳）、創元社、2002年
- 増田義郎監修--マイケル・コウ（en:Michael D. Coe）著 『マヤ文字解読』 武井摩利共訳、創元社、2003年